# Trận Dieppe
Trận Dieppe, còn gọi là chiến dịch Rutter hay chiến dịch Jubilee, trong Chiến tranh thế giới thứ hai là cuộc đổ bộ ngày 19 tháng 8 năm 1942 của quân đội Đồng Minh vào bãi biển Dieppe của Pháp lúc bấy giờ đang bị Đức Quốc xã chiếm đóng.
Hơn 6.000 lính Canada dưới hỗ trợ của hải quân Anh và không quân Hoa Kỳ đổ bộ lên bãi biển với mục tiêu chiến lược là chiếm giữ hải cảng trong thời gian ngắn, giải thoát tù binh, thu thập tin tức tình báo về tiềm lực của quân đội Đức, đồng thời phá hủy các công trình kỹ nghệ vá các căn cứ quân sự của Đức tại đây.
Cuộc tấn công bắt đầu vào lúc 5 giờ sáng, nhưng chỉ đến 9 giờ sáng cùng ngày thì bộ chỉ huy Đồng Minh phải ra lệnh rút lui vì thiệt hại quá nặng nề mà không đạt được kết quả chiến lược hay chiến thuật. Trong số 6.086 binh sĩ lên tới được bãi biển, 3.632 bị chết, hoặc bị thương hay bị bắt.
Không quân Đồng Minh cũng thua to. Kết quả là Đức chỉ bị mất 48 máy bay trong khi không quân Đồng Minh mất 106 chiếc. Hải quân Anh cũng thiệt mạng mất 555 lính thủy.
Tuy thua to, bộ tư lệnh Đồng Minh học hỏi được kinh nghiệm cho các cuộc tấn công sau này tại trận Normandie.